# Genêt de Villars
Genista pulchella 'subsp.' villarsii
Sous-espèce

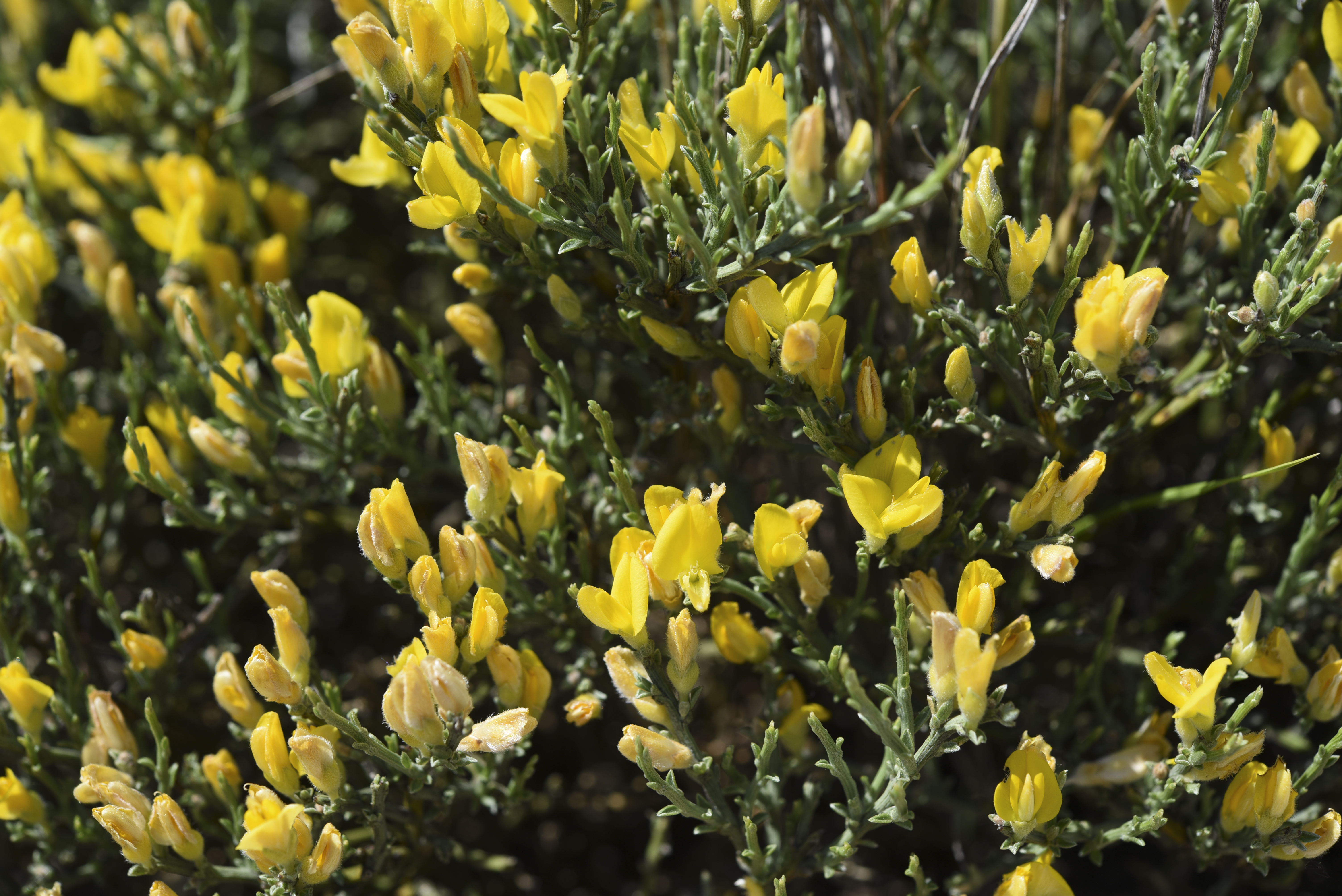

Le Genêt de Villars, ou Genista pulchella subsp. villarsii, est une sous-espèce de plantes à fleurs de la famille des Fabaceae. C'est une plante montagnarde de l'Europe du sud qui pousse sur terrain calcaire.

## Origine
Ce genêt se trouve essentiellement sur les crêtes et les pentes arides des sols calcaires, il se reconnaît surtout à son port prostré et tortueux.

## Habitat et répartition
Il pousse dans les montagnes calcaires du sud de l'Europe, à une altitude qui se situe entre 400 et 1600 mètres. En France, elle se trouve dans les Hautes-Alpes, les Alpes-de-Haute-Provence, le Var, le Vaucluse, la Drôme, l'Aveyron et l'Aude. Dans l'Europe du sud, ce genêt a colonisé les montagnes arides de Dalmatie, de l'Herzégovine et du Monténégro.

## Caractéristiques
Cette plante vivace, qui atteint au maximum 30 centimètres, possède des feuilles velues sur les deux faces, elles sont simples, linéaires et lancéolées. Son port est tortueux et étalé.
Elle fleurit de juin à août et sa corolle a un diamètre de 10 à 15 millimètres. Ses fleurs sont solitaires et s'épanouissent en grappes très courtes. Munies d'un calice velu, à lèvres égales, elle fructifie en gousse de 12 à 15 millimètres sur 5 à 6 mm, portant de 2 à 4 graines.

## Étymologie
Cette plante est dédiée à D. Villars (1763-1814), un botaniste originaire du Dauphiné, auteur du livre Histoire des plantes du Dauphiné.

## Synonymes
Elle est aussi connue sous d'autres noms vernaculaires. Outre le genêt de Villars, elle est aussi dénommée genêt joli.